# Kedung Bunder
Kedung Bunder is een bestuurslaag in het regentschap Blitar van de provincie Oost-Java, Indonesië. Kedung Bunder telt 3790 inwoners (volkstelling 2010).